# Арктический государственный институт культуры и искусств
Арктический государственный институт культуры и искусств (АГИКИ) (Якутск, Якутия) — базовый, единственный региональный вуз России, в котором готовятся кадры в области культуры и искусств для самого большого региона России — Северо-Востока арктической зоны.
АГИКИ — один из известных лидеров в подготовке творческих кадров малочисленных народов Арктики.

## История
Федеральное государственное бюджетное образовательное учреждение высшего образования «Арктический государственный институт культуры и искусств» был создан 17 января 2000 года по Указу Президента Республики Саха (Якутия) М. Е. Николаева.
Фундамент вуза был заложен творческим, кадровым потенциалом якутских филиалов Школы-студии им. В. И. Немировича-Данченко при МХАТ им. А. П. Чехова, Уральской государственной консерватории им. М. П. Мусоргского, Красноярского государственного художественного института и Восточно-Сибирской государственной академии культуры и искусств.
Ректором-организатором является народный артист Российской Федерации, лауреат Государственных премий СССР и РФ Андрей Саввич Борисов.
С 2008 года по настоящее время ректор института — кандидат педагогических наук, профессор, заслуженный работник культуры Республики Саха (Якутия), почетный работник высшего профессионального образования Российской Федерации, член-корреспондент Российской академии естественных наук Саргылана Семеновна Игнатьева.
Проректорами по учебной работе в разное время работали Р. Д. Пономарева (2000—2008), С. В. Максимова (2008—2017); проректорами по научно-исследовательской работе: А. Г. Новиков (2000—2005), У. А. Винокурова (2005—2012); проректорами по творческой и воспитательной работе: Ю. Н. Козловский (2000—2003), В. Г. Никулин (2003—2008), В. С. Никифорова (2009—2017); проректорами по административно-хозяйственной части: А. А. Иксман (2000—2010), Г. А. Васильев (2010—2015), проректором по капитальному строительству и ремонту — Г. А. Горохов (20-…). Сегодня проректор по образовательной, воспитательной, научной, творческой и международной деятельности — С. С. Иванов, проректор по экономике, стратегическому развитию и обеспечению жизнедеятельности — И. А. Афанасьев.
Вклад в становление института внесли профессора головных вузов, видные деятели искусства и культуры: вокалисты Н. Н. Голышев и С. В. Зализняк, музыкант Ш. С. Амиров (Уральская консерватория), мастера сцены Е. В. Радомысленский и В. Н. Комратов (Школа-студия МХАТ), живописцы А. А. Покровский, В. Н. Бычинский (Красноярский художественный институт), музыковед М. М. Берлянчик (Магнитогорская консерватория), ректор Восточно-Сибирской государственной академии культуры и искусств Р. И. Пшеничникова, профессора Т. Б. Бадагаева, Н. Б. Дашиева, Э. Б. Батуева, В. Ц. Намдакова; директора филиалов в Якутске: А. П. Мунхалов, Ю. Н. Козловский, С. С. Игнатьева, В. Г. Никулин.
В 2006 году институт был передан в федеральное ведение и пополнил плеяду вузов культуры и искусства, подведомственных Министерству культуры Российской Федерации.
В 2007 году в соответствии с распоряжением Федеральной службы по надзору в сфере образования и науки институт впервые прошёл комплексную оценку деятельности, и в начале 2008 года Рособрнадзор принял решение об аккредитации АГИКИ.
В августе 2014 года Распоряжением Правительства Российской Федерации № 1508-р институт был передан в ведение Министерства образования и науки Российской Федерации.

## Ректоры
2000—2008 Андрей Саввич Борисов.
С 2008 года по настоящее время Саргылана Семеновна Игнатьева.

## Деятельность
За годы деятельности АГИКИ принял участие в общественно-значимых государственных проектах Республики Саха (Якутия) «Музыка для всех», «Рисуем все», развитии научно-образовательного музейного комплекса «Культурное наследие народов Арктики»; Арктический форум молодежи «ИИТИИ»: «Интеллектуальные инновационные, творческие идеи и инициативы»; организации международной художественной выставки «Искусство Арктики — 2016»; организация и проведение Международной летней школы для одаренных детей на базе АГИКИ; организация и проведение Всероссийского фестиваля-конкурса исполнителей на народных инструментах «Созвездия Арктики»; коллективная выставка якутских художников в Европе и России «Nomadic scrolls of Siberia. Кочующие свитки Сибири», проект "Международная Арктическая триеннале «Арктический хронотоп — 2018» и др.
Институтом организованы и проведены при финансовой поддержке Фонда будущих поколений РС (Я): Олимпиада по языкам коренных малочисленных народов Севера, фестиваль «Голос Арктики», Республиканская Олимпиада школьников «Культура и искусство народов РС (Я)», выезды преподавателей творческих направлений с мастер-классами в арктические улусы, межрегиональный творческий художественный проект «Арт-мунха» им. А. П. Мунхалова и др.
АГИКИ является постоянным участником республиканских, всероссийских и международных мероприятий, таких как Международный Московский салон образования, международные форумы «Арктика: настоящее и будущее», «Арктика — территория диалога», «Культура — стратегический ресурс России»; международные симпозиумы, проходившие в Турции, США, Париже, КНР, Финляндии, Норвегии, Швеции; конференции и форумы в Ханты-Мансийском автономном округе, Ямало-Ненецком Автономном округе, гг. Москва, Санкт-Петербург, Хабаровск, Новосибирск, Брянск и др.

## Кафедры
— кафедра народной художественной культуры,
— кафедра искусствоведения,
— кафедра музыкального искусства,
— кафедра театрального искусства,
— кафедра социально-культурной деятельности и менеджмента культуры,
— кафедра живописи и графики,
— кафедра библиотечно-информационной деятельности и гуманитарных дисциплин,
— кафедра дизайна и декоративно-прикладного искусства народов Арктики,
— кафедра информатики.